# Sydkoreas herrlandslag i landhockey
Sydkoreas herrlandslag i landhockey representerar Sydkorea i landhockey på herrsidan. Laget tog silver i 2000 års olympiska turnering.

### Fotnoter
1. ↑  Todor Krastev (26 mars 1988). ”Men Field Hockey Olympic Games 2000 Sydney (AUS) - 16-30.09 Winner Netherlands” (på engelska). Sport Statistics. Arkiverad från originalet den 21 juli 2015. https://web.archive.org/web/20150721210855/http://www.todor66.com/hockey/field/Olympic/Men_2000.html. Läst 27 juli 2015.